# Movimento Bolívia Livre
O Movimento Bolívia Livre (espanhol: Movimiento Bolívia Libre), ou simplesmente MBL é um partido político da Bolívia  . Surgiu em 15 de janeiro de 1985 , depois de uma dividida na MIR . Inicialmente era conhecido como MIR Bolívia Libre.
No legislativo, nas eleições de 2002, o partido ganhou em aliança com os Nacionalistas do Movimento Revolucionário obtendo 26,9% do voto popular e 36 das 130 cadeiras na Assembleia Legislativa Plurinacional da Bolívia e 11 de 27 dos assentos no Senado. 

## Ver Também
- Ação Democrática Nacionalista (Bolívia)
- Falange Socialista Boliviana
- Movimento Nacionalista Revolucionário (Bolívia)
- Movimento para o Socialismo